# Soul Eater
Soul Eater (ソウルイーター, Sōru Ītā) is een Japanse mangaserie van mangaka Atsushi Okubo. De serie verscheen van 2004 tot 2013 in het maandblad Monthly Shonen Gangan.
Het succes van de serie leidde tot een animeserie van 51 afleveringen, een hoorspel-cd, artbook en drie computerspellen. Een spin-off van de manga verscheen van 2011 tot 2014 onder de titel Soul Eater Not!
Begin 2022 werd bekend dat er 20,4 miljoen exemplaren van de mangaserie zijn verkocht. De serie wordt geprezen om zijn gothicstijl, die gelijkenis toont met Tim Burtons The Nightmare Before Christmas. Enige kritiek werd gegeven op de overmatige hoeveelheid fanservice. Dit zijn elementen die niet direct bijdragen aan het verhaal, maar zijn bedoeld voor de fans.

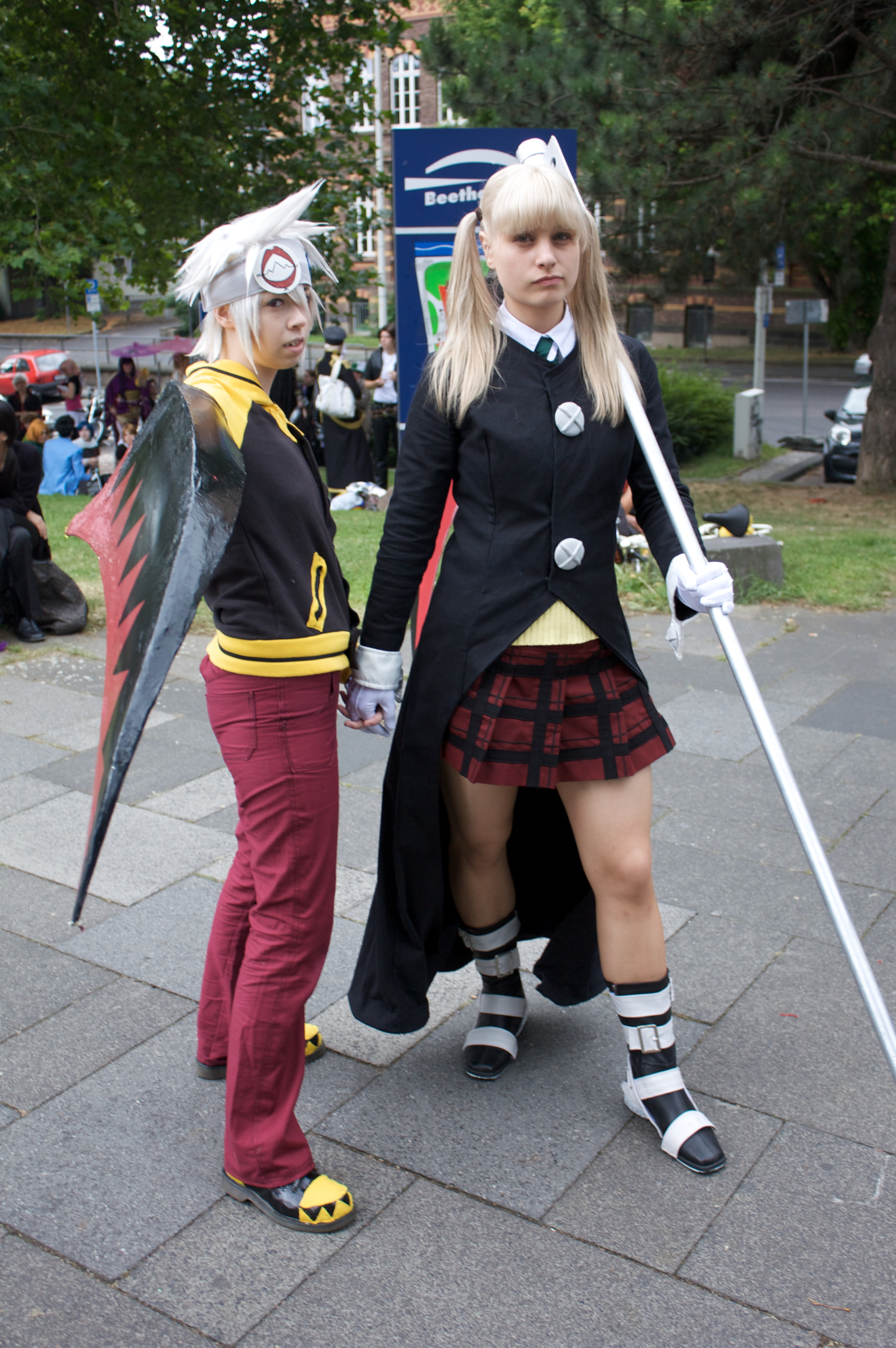
Cosplay van Soul en Maka

## Plot
De jonge studenten van de Shibusenschool leren om meesters te worden, met als doel om met hun demonische wapens een menselijke vorm aan te nemen. Hierdoor kunnen ze zielen oogsten en voorkomen dat de Grote Verslinder opnieuw geboren zal worden. Het blijkt lastiger dan gedacht om dit doel te bereiken.

## Hoofdpersonages
- Maka Albarn, zeismeester en partner van Soul
- Soul Eater Evans, partner van Maka
- Black Star, huurmoordenaar, lid van de Astral Clan
- Tsubaki Nakatsukasa, demonische reaper en partner van Black Star
- Death the Kid, zoon van een Shinigami-meester
- Liz en Patty Thompson, bezitten de demonische wapens van Death the Kid

## Varia
- De cijfercombinatie "42 42 564" komt regelmatig voor in de serie en verwijst naar de code om direct met Lord Death te communiceren via spiegels, ramen en andere glanzende oppervlaktes. Het cijfer 564 is een speling op het Japanse woord ころし, dat doden betekent.
- In de serie komen namen van bekende films en muzikanten voor. Een van de docenten heet Sid Barret, een verwijzing naar de voormalige frontman van Pink Floyd. Andere namen zijn bijvoorbeeld Smashing Pumpkin, Police Stinger en Blair Witch.

## Computerspellen
- Soul Eater: Monotone Princess (2008, Nintendo Wii)
- Soul Eater: Plot of Medusa (2008, Nintendo DS)
- Soul Eater: Battle Resonance (2009, PlayStation 2 en PSP)